# Đuro Vilović
Đuro Vilović (Brela, 1889. – Bjelovar, 1958.) bio je hrvatski književnik i bivši katolički svećenik. Kasnije je postao ekstremni jugoslavenski nacionalist, član Orjune te za vrijeme Drugog svjetskog rata član četničkog pokreta.

## Životopis
Rođen je 1889. u Brelima. Studij katoličke teologije pohađao je u Zadru. Nakon ređenja kratko je vrijeme bio kapelan u Lokvi-Rogoznici. Ubrzo moli dopuštenje za odlazak na studije filozofije na Sveučilištu u Beču.
Nakon povratka u Hrvatsku službuje u Dekanovcu u Međimurju. Već 1918. godine napisao je tu roman s tematikom ljubavnog života mladog kapelana, koja će pod naslovom "Međimurje - ispovijest jednoga sutona" biti objavljena u Bjelovaru 1923. godine.
Napušta svćeničko zvanje te se oženio za Srpkinju s kojom odlazi u Beograd. U patrijaršiji su odbili njegov zahjev za prijelaz na pravoslavlje. Zatim je djelovao u privatnoj školi u Staroj Pazovi. Kako bi radio u toj školi kao nastavnik morao je postati protestant. Godine 1938./39. je završio gradnju vile u Brelima kod Makarske.
Sa prijateljima je osnovao izdavačku zadrugu „Binoza”. Ubrzo se priključio i slobodnim zidarima. Nakon proglašenja NDH bježi u Dalmaciji. Nakon toga uzima sina jedinca te odlazi s njim u četnike. Sin mu je kasnije poginuo u Bosni.
Godine 1942. počinje u Splitu pisati za četnička glasila, te ondje od listopada 1942. god. uređuje časopis Krik iz jama u kojem govori o 600.000 Srba koje da su ustaše pobacale u jame na području NDH. Potom se u ožujku 1943. godine pridružuje samom Draži Mihailoviću u Srbiji. Na sastanak s Dražom Mihailovićem Đuro Vilović i nekolicina drugih orjunaša iz Splita lete talijanskim vojnim avionom. Ostaje Vilović djelovati u propagandnom odjelu četničke vrhovne komande gdje blisko surađuje sa Stevanom Moljevićem, urednikom četničkog časopisa "Ravna Gora". U četničkim publikacijama objavljuje pod pseudonimom Ljubiša Petrović, te osobito piše protiv svake hrvatske politike - ne samo ustaške, nego i one Hrvatske seljačke stranke, te one koju vode tadašnji hrvatski komunisti.  Pod imenom "Ljubiša Petrović" objavljena mu je 1943. godine u Pittsburgu knjižica (79 stranica) "Tajni plan Velikohrvatske ideje i njene ekspanzije: dokumenat mračne megalomanije jednog narodića" (izdanje Slobodne srpske planine 1943 godine, štampa Amerikanskog srbobrana).  Otvoreno velikosrpska Srpska radikalna stranka objavila je 2011. godine tu Vilovićevu knjižicu pod novim naslovom "Bastardija Hrvatstva"  (priredio Nikola Žutić, koji je napisao opširni predgovor od 40 stranica, recenzenti Vojislav Šešelj i Momčilo Subotić). U knjižici Vilović svojim srpskim čitateljima s neskrivenom antihrvatskom mržnjom govori primjerice o "strašnim i mračnim hrvatskim masama" nezadovoljnim stvaranjem Kraljevine Srba, Hrvata i Slovenaca, koje će "mračne mase" rado primiti "najcrnje ropstvo mađarsko i tursko, čaki i cigansko, ako hoćete, samo ne srpsko"; te nastavlja o  "sasvim nastranom i bolesnom, ali velikom očaju hrvatskih seljačkih masa" koje Radićev poklič "Vjera u Boga i seljačka sloga!" odjednom "dira u živac" i potiče ih "u gomilu", te se "Radićev pokret širi na sve strane kao kuga".
Đuro Vilović je godinama dopunjavao svoj rukopis Krvava crkva, s podnaslovom Hrvatski popovi i fratri u raspadu Jugoslavije i u pokoljima Srba, kojega je naposljetku objavila tek Srpska radikalna stranka 2009. godine. U tom djelu je Vilović zastupao radikalno jugoslavenstvo i srpstvo. Kao pobornik teze da hrvatski narod zapravo ne postoji, u knjizi "Krvava crkva" prema osobnom iskustvu govori o rijetkim Hrvatima svojega doba koji su poput njega odlučili postati Srbima: „Tih je Hrvata bilo malo tek toliko da se može reći da ih je – ipak bilo. Ti su se Hrvati već toga dana konačno i definitivno pretopili u Srbe, jer ih je srpska duša i svest i borbenost srknula, kao što srče veća kaplja sitne kapljice vode. Od toga dana ti Hrvati više u sebi ne mogu ništa da pronađu hrvatsko osim jednog bezgraničnog bola i isto takva stida što im je sudbina udesila, da se rode pod hrvatskim imenom.”
Predao se vlastima 3. rujna 1945. godine. Godine 1946. osuđen je na 7 godina zatvora. U njegovoj ćeliji se nalazio i jedan pravoslavni svećenik, ali s njime Vilović nije htio razgovarati; kao što je prezirao katoličke svećenike, prezirao je i pravoslavne.
Nakon izdržavanaj kazne u mitrovičkoj kaznionici, živio je u Bjelovaru, gdje je i umro 22. prosinca 1958. godine.
Navodno je posljednje godine proveo u teškoj depresiji, žaleći zbog gubitka sina, i svega drugoga što je izgubio pristupajući četnicima. Dugo nakon njegove smrti je pronađen rukopis njegovog romana "Picukare", dovršen pred II. svjetski rat. U tom romanu napada Vilović dalmatinske pobožne žene, čija starinska pučka pobožnost prema Vilovićevoj viziji opterećuje taj dio Hrvatske i ispunja ga negativnošću. Roman je objavljen u Zagrebu 2010. godine.

## Važnija djela
- „Esteta” (1919.)
- „Međimurje” (1923.)
- „Mandorlato” (1924.)
- „Zagaljeni životi” (1923.)
- „Hrvatski sjever i jug” (1930.)
- „Majstor duša” (1931.)
- „Pas Cvilek, dječak Ivek i dudaš Martin” (1934.)
- „Tri sata” (1935.)
- „Zvono je oplakalo djevicu” (1938.)

### Članci
- Bošković, Ivan J. 2006. Vilovićev obračun s vjerom, Crkvom i narodom. Crkva u svijetu. Sveučilište u Splitu - Katolički bogoslovni fakultet. Split. 41 (3): 363–394

## Vanjske poveznice
- Đuro Vilović Hrvatska enciklopedija